# جیان‌فرانکو فینی
جیان‌فرانکو فینی (ایتالیایی: Gianfranco Fini؛ زادهٔ ۳ ژانویهٔ ۱۹۵۲) یک سیاست‌مدار اهل ایتالیا است که از تاریخ ۱۱ ژوئن ۲۰۰۱ تا تاریخ ۱۷ مه ۲۰۰۶ سمت معاون نخست وزیری ایتالیا و از تاریخ ۱۸ نوامبر ۲۰۰۴ تا تاریخ ۱۷ مه ۲۰۰۶ سمت وزارت امورخارجه ایتالیا را برعهده داشت.